# دهستان زیرتنگ
زیرتنگ، دهستانی است از توابع بخش کوهنانی شهرستان کوهدشت در استان لرستان ایران.

## جمعیت
براساس سرشماری سال ۱۳۸۵ جمعیت آن ۶٬۴۴۴ نفر (۱٬۲۰۷ خانوار) بوده‌است.